# 송창석
송창석(宋昌錫, 2000년 6월 12일 ~ )은 대한민국의 축구 선수이며 포지션은 센터포워드이다. 현재 충북 청주 소속이다.